# 阿部龍一
阿部 龍一（あべ りゅういち、1954年 - ）は、日本・アメリカの仏教学者・日本思想史学者。専門は密教史、仏教と文学・美術。ハーバード大学東アジア言語文化学部教授、同大学ライシャワー日本研究所日本宗教担当教授。前コロンビア大学宗教学部長。 
慶應義塾大学経済学部卒。ジョンズ・ホプキンズ大学修士（国際関係論）、コロンビア大学哲学修士、同大学哲学博士。

## 著書・主な論文
- Saicho and Kukai: A Conflict of Interpretations. Japanese Journal of Religious Studies. Spring 1995, 22/1–2
- Great Fool: Zen Master Ryokan: Poems, Letters, and Other Writings (with Peter Haskel). University of Hawaii Press. 1996
- The Weaving of Mantra: Kūkai and the Construction of Esoteric Buddhist Discourse. Columbia University Press. 1999 [2]
- 「『聾瞽指帰』の再評価と山林の言説」（根本誠二他編『奈良平安時代の〈知〉の相関』岩田書院）, 2015
- 「空海のテクストを再構築する──十住心論の歴史的文脈とその現代性をめぐって」（『現代思想 総特集 仏教を考える』2018年10月臨時増刊号）青土社
- 「日本密教の世界観」『世界哲学史3 中世Ｉ 超越と普遍に向けて』筑摩書房〈ちくま新書〉, 2020

伊藤邦武・山内志朗・中島隆博・納富信留共編
- 『評伝 良寛──わけへだてのない世を開く乞食僧』ミネルヴァ書房「人と文化の探究」, 2023